# 社会主义步枪协会
社会主义步枪协会（英語：Socialist Rifle Association，缩写为SRA）是美国的一个社会主义枪支权利倡导组织，成立于2018年10月8日。该组织致力于“为工人阶级提供他们所需的信息，使其能够有效武装以进行自我和社区防卫”。该组织从左翼视角倡导美國憲法第二修正案所赋予的枪支权利。2020年11月，该组织有10000名成员。